# Гузь Микола Михайлович
Микола Михайлович Гузь (нар. 6 травня 1953, смт Чорнобай Черкаської області) — академік Лісівничої академії наук України, завідувач кафедри лісових культур і лісової селекції Національного лісотехнічного університету України, доктор сільськогосподарських наук, професор.

## Біографія
Народився 6 травня 1953 року в смт Чорнобай Черкаської області. Вищу освіту здобув у 1976 р., закінчивши Львівський лісотехнічний інститут (тепер — Національний лісотехнічний університет України, м. Львів). Спеціальність за дипломом про вищу освіту — «Лісове господарство», кваліфікація — «Інженер лісового господарства».
Доктор сільськогосподарських наук з 1996 р. за спеціальністю 06.03.03 — лісознавство та лісівництво. Дисертація на тему: «Закономірності формування кореневих систем лісотвірних порід України» захищена в Українському державному лісотехнічному університеті (тепер — Національний лісотехнічний університет України, м. Львів) у 1996 році. Вчене звання професора присвоєно у 2001 р. по кафедрі лісових культур і лісової селекції Українського державного лісотехнічного університету.
Науковий шлях професора Гузя М. М. починався із навчання в аспірантурі (1976—1979 рр.) при кафедрі лісових культур і лісових меліорацій ЛЛТІ. У період 1979—1988 рр. Гузь М. М. — асистент цієї ж кафедри, протягом 1988—1993 рр. — доцент кафедри механізації лісорозробок Львівського лісотехнічного інституту, в 1993—1996 рр. — докторант Українського державного лісотехнічного університету. Після захисту докторської дисертації Гузь М. М. працює на посаді доцента кафедри лісових культур і деревинознавства (1996—1997 рр.), а в період 1997—2000 р. — професором цієї ж кафедри. З 2000 р. і по даний час професор Гузь М. М. завідує кафедрою лісових культур і лісової селекції.

## Наукова та педагогічна діяльність
Підготовку фахівців здійснює за напрямом «Лісове та садово-паркове господарство». Викладає навчальну дисципліну «Лісові культури». Науково-педагогічний стаж Гузя М. М. становить 36 років.
Основними напрямками наукових досліджень професора Гузя М. М. є вивчення закономірностей формування кореневих систем деревно-чагарникової рослинності; дослідження росту та стійкості хвойних і листяних інтродуцентів у штучних лісових насадженнях; вивчення особливостей вирощування садивного матеріалу основних лісотвірних та декоративних порід України.
Професор Гузь М. М. видав багато наукової, науково-популярної та навчально-методичної літератури. Серед них:
- Гузь М. М. Кореневі системи деревних порід Правобережного лісостепу України: Монографія. — К.: Ясмина, 1996. — 145 с.
- Калінін М. І., Гузь М. М., Дебринюк Ю. М. Лісове коренезнавство: Підручник для ВНЗ. — Л.: УкрДЛТУ, 1998. — 336 с.
- Дебринюк Ю. М., Калінін М. І., Гузь М. М., Шаблій І. В. Лісове насінництво: Навч. посібник для ВНЗ. — Львів: Світ, 1998. — 432 с.
- Гордієнко М. І., Гузь М. М., Дебринюк Ю. М., Маурер В. М. Лісові культури: Підручник для ВНЗ. — Львів: Камула, 2005. — 608 с.
- Іванюк А. П., Гузь М. М. Основи землеробства. — Львів: Камула, 2005. — 432 с.
- Гузь М. М., Дебринюк Ю. М., Гордієнко М. І., Маурер В. М. Програма дисципліни «Лісові культури». — В кн.: Навчальні програми для вищих навчальних закладів III і IV рівнів акредитації з напрямку підготовки фахівців 1304 «Лісове і садово-паркове господарство». — Київ-Львів, 2000. — Ч.2. — С.21-32.
- Гузь М. М., Козак В. В. Сосна жорстка (Pinus rigida Mill.) у лісових культурах західного регіону України. Монографія. — Дрогобич: Коло, 2008. — 206 с.
- Гузь М. М., Гузь М. М. Сучасний стан та перспективи інтенсифікації вирощування лісового садивного матеріалу /Зб. наук.-техн. праць /Наук. вісник НЛТУ України. — Львів: РВВ НЛТУ України, 2008. — Вип. 18.1. — С. 84-90.
- Guz M.M. Current state of spruce stands in Ukrainian Carpathians. — Dendrology. — 2009. — Vol. 61. — P. 33-38.

Професор Гузь М. М. є науковим консультатнтом і співавтором двотомної Української енциклопедії лісівництва (1999, 2007), співавтором «Порадника карпатського лісівника» (2008), співіавтором чотирьох патентів України на корисну модель.
Професор Гузь М. М. здійснює керівництво аспірантурою з 1993 року. Під його керівництвом захищено десять кандидатських та одна докторська дисертації з лісокультурного напрямку.
Професор Гузь М. М. є членом двох спеціалізованих вчених рад (м. Львів, м. Харків) за спеціальністю 06.03.03 — лісознавство та лісівництво.

## Нагороди
За плідну багаторічну роботу та наукові досягнення нагороджений знаком «Відмінник лісового господарства України» (2009 р.).